# Stephanos I Sidarouss
Stephanos I Sidarouss C.M. (Arabisch:  إسطفانوس الأول سيداروس) (Cairo, 22 februari 1904  - Rome, 23 augustus 1987) was een patriarch van Alexandrië en geestelijk leider van de Koptisch-katholieke Kerk en een kardinaal van de Katholieke Kerk.
Sidarouss sloot zich aan bij de congregatie der lazaristen, bij wie hij ook zijn priesteropleiding kreeg. Hij werd op 22 juli 1939 tot priester gewijd. Vanaf 1939 was hij docent aan het seminarie van Evreux. In 1946/1947 was hij werkzaam aan het bisschoppelijk instituut van de Koptisch-katholieke Kerk in Tantah (Egypte). In 1947 werd hij benoemd tot hulpbisschop van Alexandrië en titulair bisschop van Sais. Zijn bisschopswijding vond plaats op 25 januari 1948.
Op 10 mei 1958 werd Sidarouss door de bisschoppensynode van de Koptisch-katholieke Kerk gekozen tot patriarch van Alexandrië, als opvolger van Marc II Khouzam die kort daarvoor was overleden. Hij woonde het Tweede Vaticaans Concilie bij.
Stephanos I Sidarouss werd tijdens het consistorie van 22 februari 1965 kardinaal gecreëerd. Hij kreeg - zoals gebruikelijk voor Oosters-katholieke patriarchen na de publicatie op 11 februari 1965 door paus Paulus VI van het motu proprio Ad purpuratorum patrum collegium - de rang van kardinaal-bisschop zonder toekenning van een suburbicair bisdom. Hij was aanwezig bij de twee conclaven van 1978.
Stephanos I Sidarouss ging op 24 mei 1986 met emeritaat. Hij overleed ruim een jaar later op 83-jarige leeftijd.
- Gemeinsame Normdatei: 1137229799
- Virtual International Authority File: 3567150172712100180004